# Landscapers - Un crimine quasi perfetto
Landscapers - Un crimine quasi perfetto (Landscapers) è una miniserie televisiva anglo-statunitense sceneggiata da Ed Sinclair e diretta da Will Sharpe. È incentrato sulla storia reale dell’omicidio del 1998 di due cittadini del Nottinghamshire, William e Patricia Wycherley.

## Trama
Ispirata da eventi reali, Landscapers racconta la storia della mite Susan e di suo marito, e di come uccidono i suoi genitori e del loro seppellimento nel retro del giardino della loro residenza a Mansfield. Crimine rimasto insoluto per oltre un decennio.

## Puntate
| nº | Titolo originale | Titolo italiano | Prima TV USA     | Prima TV Italia |
| -- | ---------------- | --------------- | ---------------- | --------------- |
| 1  | Episode 1        | Episodio 1      | 6 dicembre 2021  | 14 gennaio 2022 |
| 2  | Episode 2        | Episodio 2      | 13 dicembre 2021 | 14 gennaio 2022 |
| 3  | Episode 3        | Episodio 3      | 20 dicembre 2021 | 21 gennaio 2022 |
| 4  | Episode 4        | Episodio 4      | 27 dicembre 2021 | 21 gennaio 2022 |

## Personaggi e interpreti
- Susan Edwards, interpretata da Olivia Colman, doppiata da Francesca Fiorentini.
Moglie di Christopher.
- Christopher Edwards, interpretato da David Thewlis, doppiato da Stefano Benassi.
Marito di Susan.
- Emma Lancing, interpretata da Kate O'Flynn, doppiata da Gaia Bolognesi.
Agente della polizia di Nottingham.
- Douglas Hylton, interpretato da Dipo Ola, doppiato da Simone Crisari.
Avvocato d'ufficio di Susan.
- Tony Collier, interpretato da Daniel Rigby, doppiato da Edoardo Stoppacciaro.
Ispettore capo della polizia di Nottingham.
- Paul Wilkie, interpretato da Samuel Anderson, doppiato da Raffaele Carpentieri.
Agente di polizia e partner di Emma.
- Patricia Wycherley, interpretata da Felicity Montagu, doppiata da Anna Rita Pasanisi.
Madre di Susan.
- William Wycherley, interpretato da David Hayman, doppiato da Ambrogio Colombo.
Padre di Susan.

## Produzione
Nel dicembre 2019 HBO e Sky annunciano la produzione di Landscapers, una miniserie basata su una storia reale scritta da Ed Sinclair e originariamente diretta e prodotta da Alexander Payne, con Olivia Colman come protagonista. Nell'ottobre 2020 Alexander Payne esce dal progetto a causa di conflitti  con altre produzioni ed è stato sostituito da Will Sharpe. David Thewlis è entrato nel cast come Christopher Edwards nel marzo 2021. Le riprese della miniserie sono avvenute nel marzo 2021 a Mansfield, Nottinghamshire.

## Distribuzione
La miniserie ha debuttato negli Stati Uniti su HBO il 6 dicembre 2021 mentre nel Regno Unito è stata trasmessa su Sky Atlantic dal giorno seguente.
In Italia è andata in onda su Sky Atlantic dal 14 al 21 gennaio 2022.

## Accoglienza
Sull'aggregatore di recensioni Rotten Tomatoes la miniserie ottiene il 97% delle recensioni professionali positive, con un voto medio di 7.90 su 10 basato su 38 critiche, mentre su Metacritic ha un punteggio di 79 su 100 basato su 23 recensioni.